# Fonoteca Nacional
La Fonoteca Nacional es una institución mexicana dependiente de la Secretaría de Cultura que preserva el patrimonio sonoro y que promueve la cultura de la escucha y el sonido mediante cinco actividades prioritarias: rescatar y preservar el patrimonio sonoro del país; dar a conocer el acervo sonoro que resguarda; realizar actividades académicas, artísticas y culturales relacionadas con el sonido; fomentar una cultura de la escucha entre la población, y estimular la creación y experimentación artística sonora.

## Historia
El cuidado y valoración de los archivos sonoros en México era una tarea pendiente en el ámbito de la conservación del patrimonio cultural del país. A mediados del siglo XX en México, nacieron las primeras iniciativas de resguardo de archivos audiovisuales y fotográficos como la Filmoteca de la Universidad Nacional Autónoma de México (1964), la Cineteca Nacional (1974) y la Fototeca del Instituto Nacional de Antropología e Historia (1976), pero no existía un lugar especializado en el resguardo de material sonoro.
El 27 de octubre de 1980 la Organización de las Naciones Unidas para la Educación, la Ciencia y la Cultura (UNESCO) reconoció el valor patrimonial de los archivos sonoros y audiovisuales y recomendó su salvaguarda y conservación. En México fue hasta el 12 de agosto de 2004 que la Secretaría de la Función Pública cedió —en calidad de comodato— la Casa Alvarado a la Secretaría de Educación Pública, para ser asignada a través del Conaculta como sede de la Fonoteca Nacional, la primera de su tipo en América Latina.
El recinto que ahora alberga a la Fonoteca Nacional es un terreno de 6,351.90 metros cuadrados, ubicado en el Barrio de Santa Catarina, en Coyoacán que, tras una larga labor de restauración a cargo de la Dirección General de Sitios y Monumentos del Conaculta, y la construcción de un edificio habilitado con estándares internacionales para el resguardo de material sonoro, abrió sus puertas el 10 de diciembre de 2008.
La Fonoteca Nacional ha sido dirigida por Lidia Camacho (2007-2009; 2013-2017), Álvaro Hegewisch (2009-2012), Ernesto Velázquez Briseño (2017-2018), Pável Granados (2018-2022) y Francisco Javier Rivas Mesa (desde 2022).
Así, la puesta en marcha de la Fonoteca Nacional significa un hecho sin precedentes en la cultura de México, cuya finalidad es proteger uno de los patrimonios más frágiles y desatendidos a lo largo del siglo XX.

## Arquitectura
La Casa Alvarado es la sede de la Fonoteca Nacional, un edificio del siglo XVIII construido con influencia andaluza y morisca declarado monumento histórico por la Dirección de Monumentos Coloniales el 27 de abril de 1932. Dicho inmueble, pese a las creencias populares, no guarda relación con Pedro de Alvarado. Hasta 1904 llevó el nombre de Quinta Rosalía, pero una de sus dueñas encontró el apellido Alvarado en los documentos antiguos de propiedad del inmueble y decidió poner el nombre de Casa Alvarado al exterior de la casa a modo de broma.
Previamente, el inmueble ha tenido diversas funciones: biblioteca de la Secretaría de Hacienda y Crédito Público, librería de la Secretaría de Educación Pública, sede de la Enciclopedia de México, de la Dirección de Estadística, y de la Fundación Octavio Paz. Asimismo, de diciembre de 1997 a abril de 1998, fue residencia de Octavio Paz y falleció en el inmueble.

El 4 de agosto de 2004, la Secretaría de la Función Pública cedió —en calidad de comodato— la Casa Alvarado al Consejo Nacional para la Cultura y las Artes, para ser la sede de la Fonoteca Nacional. En septiembre de 2005 iniciaron las labores de restauración en las que especialistas (arquitectos, historiadores y restauradores) le devolvieron sus condiciones arquitectónicas y colores originales. Además, se rehabilitó su jardín histórico gracias al proyecto del arquitecto holandés Keess Van Roij quien le devolvió la vegetación característica de Coyoacán.

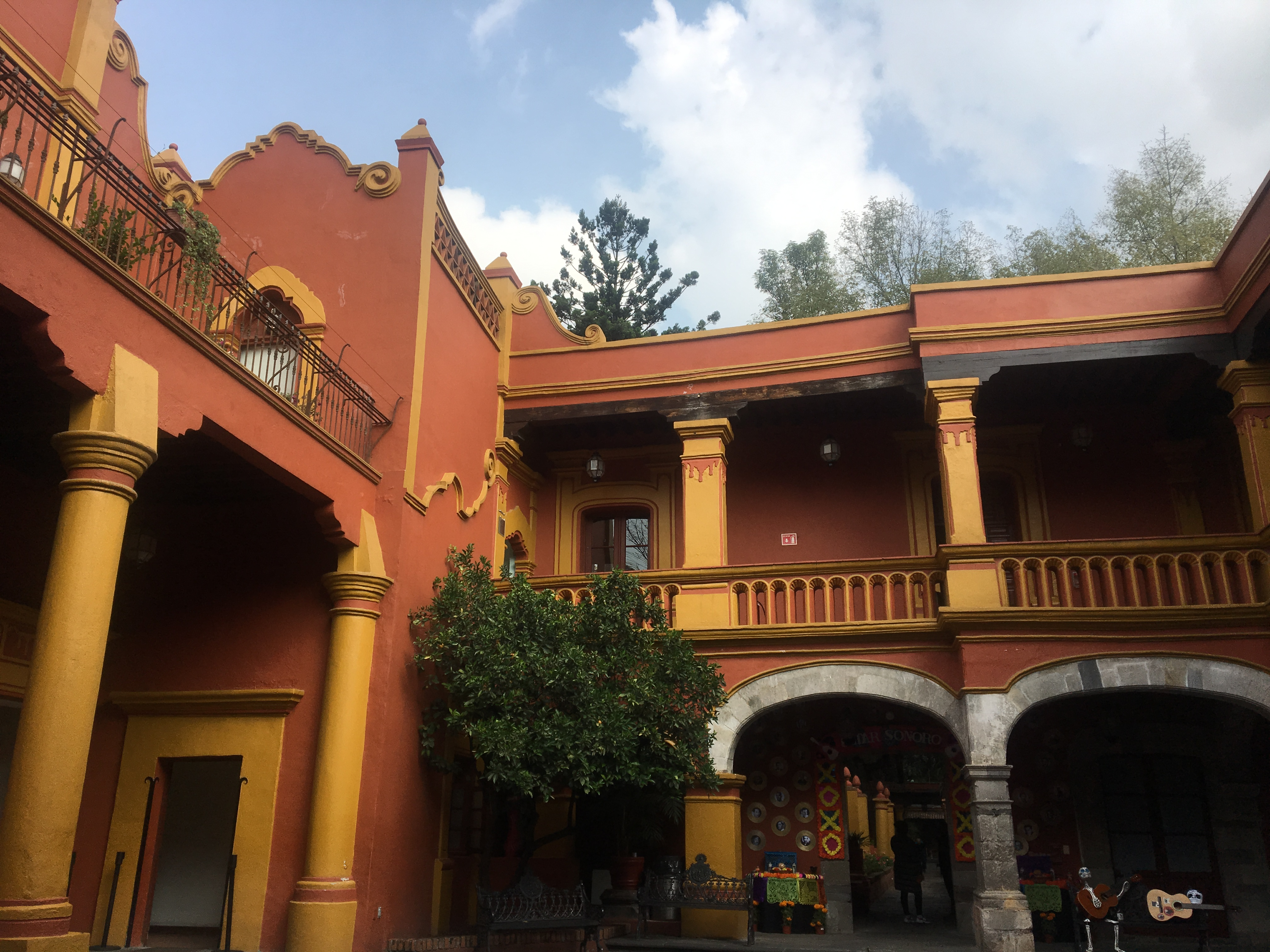

## Espacios

### Edificio de preservación
El motor principal de la Fonoteca Nacional es el edificio de preservación —con una superficie global de mil 200 metros cuadrados—, en éste se generan todos los procesos que conllevan e implican la conservación y preservación de los archivos sonoros de México.
El edificio cuenta con tres niveles, en los que se atienden tareas de preservación como: conservación (diagnóstico, estabilización e intervención), catalogación y digitalización. En los dos primeros pisos se encuentran la bóveda de tránsito, el laboratorio de conservación y las bóvedas de almacenamiento de fonoregistros, que tiene una capacidad para resguardar 1 millón 300 mil soportes éstas cuentan con todas las especificaciones técnicas recomendadas internacionalmente para la preservación de documentos sonoros.
En el tercer nivel se encuentra el área de catalogación y digitalización, en ésta, el trabajo es constante y cuenta con tres estaciones de digitalización, las que integran al acervo digital aproximadamente 1000 horas por mes; en el área de catalogación se registran 45 mil documentos sonoros mensualmente, lo que hasta septiembre del 2012 se refleja en 47,000 horas del patrimonio sonoro de México disponible y accesible para todo el público en la Audioteca Central Octavio Paz o mediante la interfaz de la Red Virtual de Audiotecas.

### Audioteca y Sala de lectura
La Audioteca Octavio Paz cuenta con equipos de cómputo a disposición del público, a través de los que se puede acceder y consultar los archivos sonoros que la Fonoteca Nacional ha catalogado y digitalizado. Además, cuenta con la sala de lectura Salvador Novo en donde se pueden consultar cerca de dos mil libros especializados en música, sonido y lo referente a la cultura de la escucha.
En la sala de escucha grupal se realizan Círculos de escucha, actividad organizada por la propia institución, que además puede ser propuesta por los usuarios, y consiste en invitar a un grupo de personas a escuchar materiales del acervo de la Fonoteca Nacional sobre diversas temáticas y dialogar en torno a estas. Algunos de los círculos que se han propuesto son: Julio Cortázar y el jazz, Las radionovelas y Crónicas del 1985.
Este espacio de consulta de la Fonoteca Nacional está abierto a investigadores, estudiantes, niños, adultos mayores, personas con capacidades diferentes y todo aquel interesado en participar, valorar y formar parte activa de la cultura del sonido y la escucha.
La Audioteca ofrece sus servicios de lunes a sábado de 9:00 a 14:00 horas y de 15:00 a 18:00 horas.

### Jardín Sonoro
El jardín de la Casa Alvarado cuenta con árboles ornamentales de más de medio siglo; entre ellos existen encinos, cipreses y naranjos que están acompañados por vegetación característica de Coyoacán. El diseño del jardín fue proyectado por el paisajista holandés Kees Van Rooij, quien se enfocó en optimizar el espacio en función de las necesidades y actividades de la Fonoteca Nacional.
La sonorización multicanal del jardín fue planeada por ingenieros de audio de la institución; para realizar esta labor, se instalaron bocinas profesionales por todo el espacio, las cuales permiten la escucha de obras de arte sonoro, composiciones experimentales y música de los catálogos de la Fonoteca Nacional.
Como parte de las propuestas sonoras que se han presentado se encuentra la ópera Aura de Mario Lavista, basada en la obra de Carlos Fuentes, piezas de la artista francesa Dominique Besson, del compositor mexicano Mario Ruiz Armengol y de personalidades como Barry Truax y Francisco López, entre muchas otras.
El jardín sonoro está al alcance de todos los públicos de manera gratuita y atiende de lunes a sábado de 12:00 a 13:00 y de 17:00 a 18:00 horas.

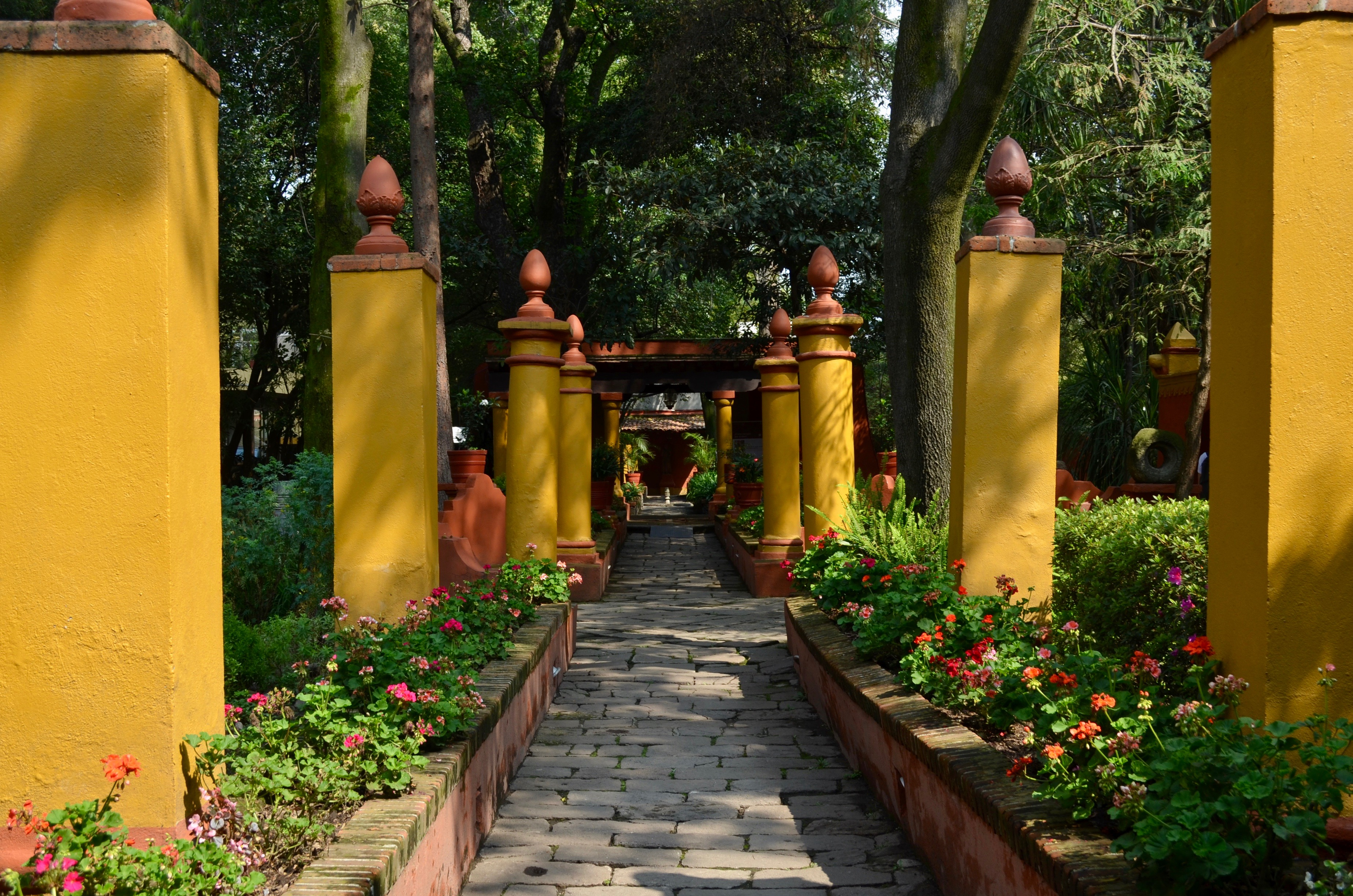
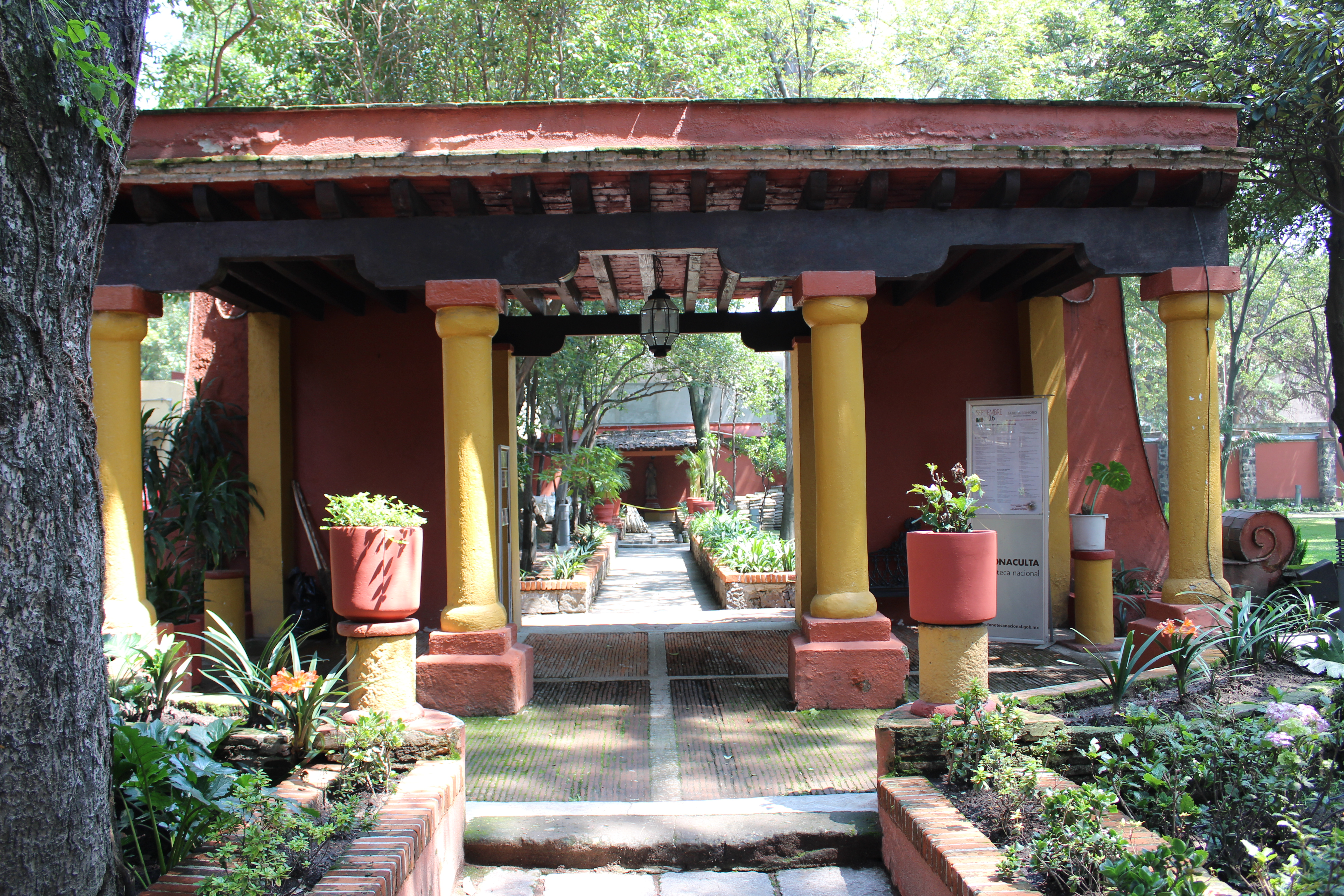
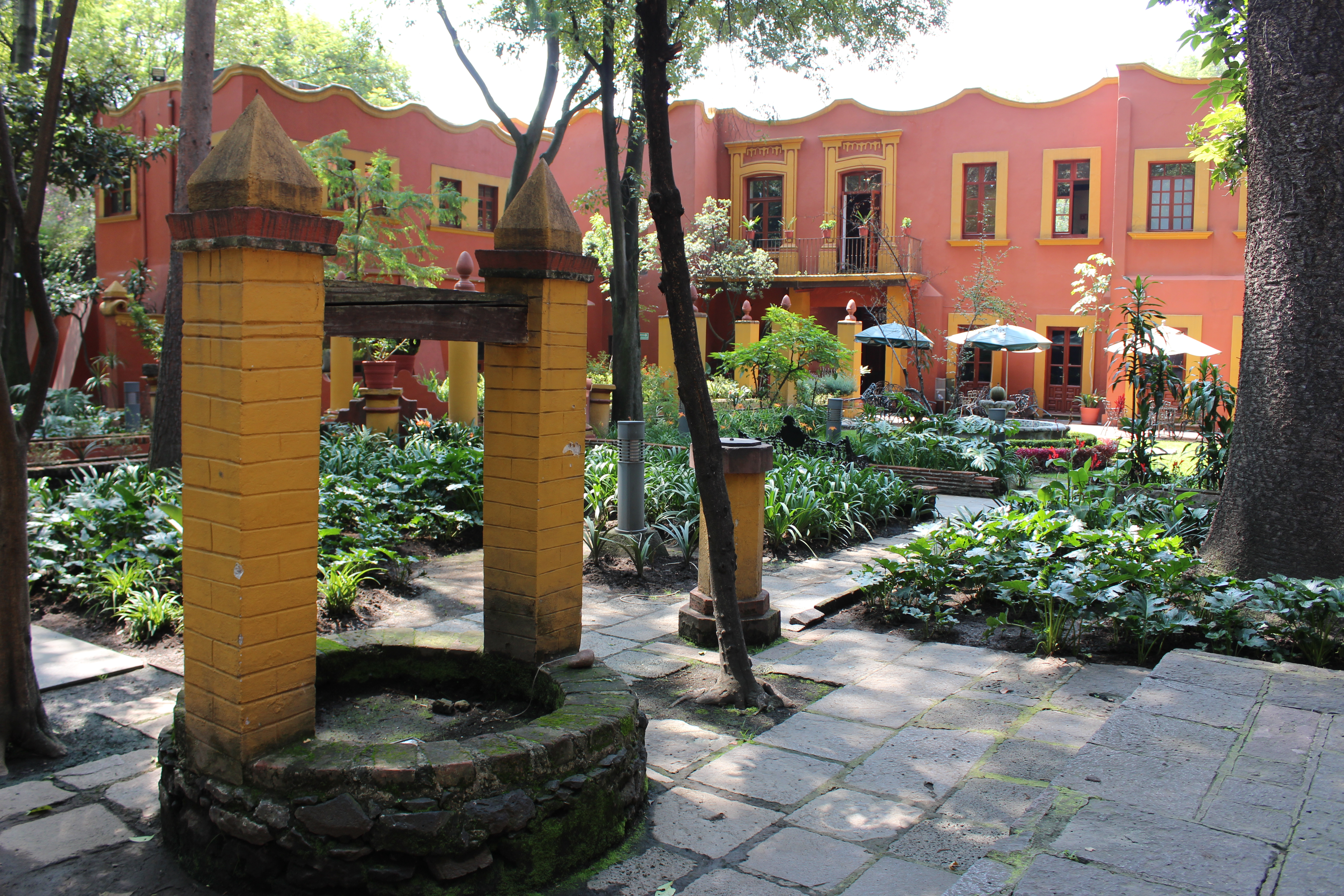
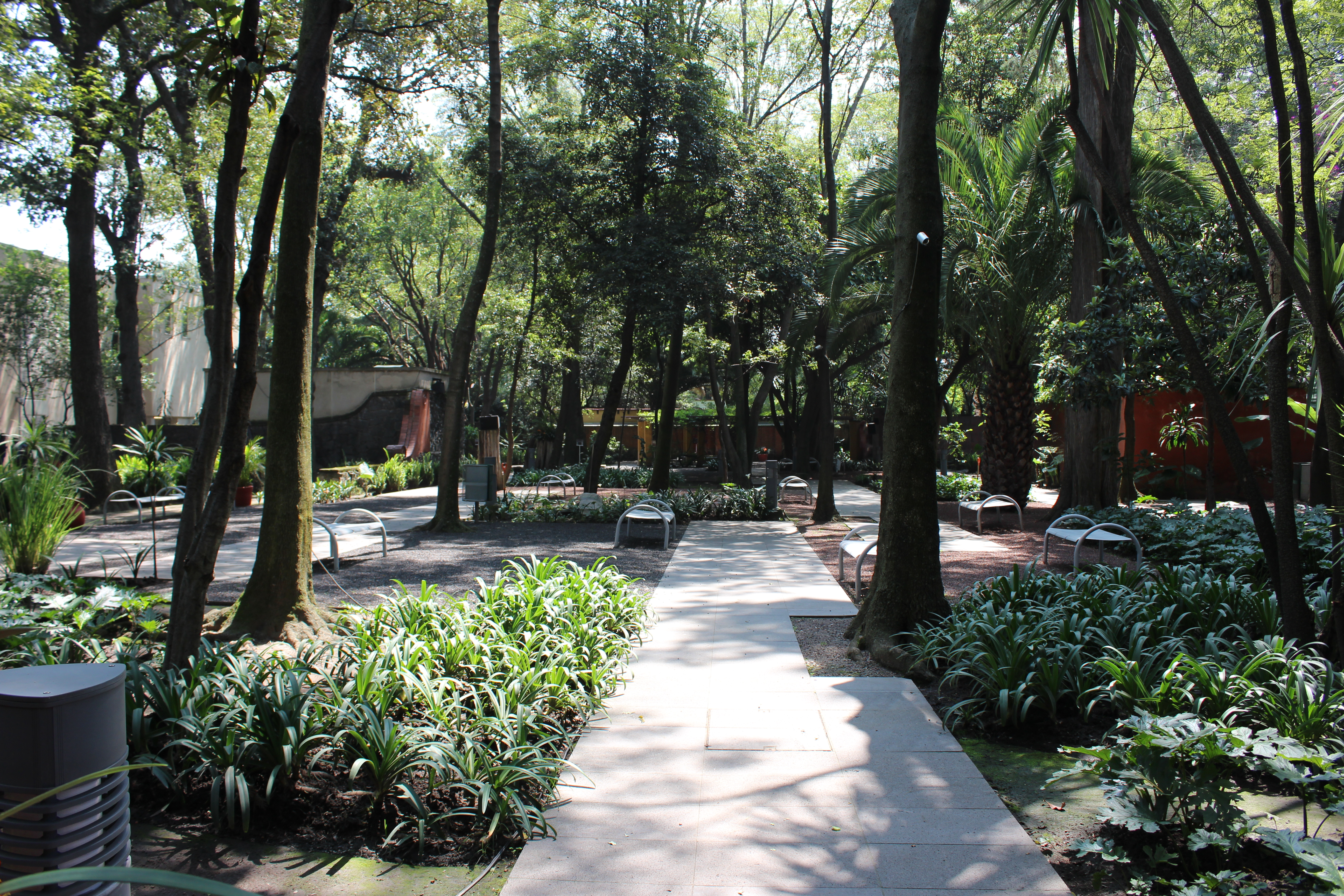
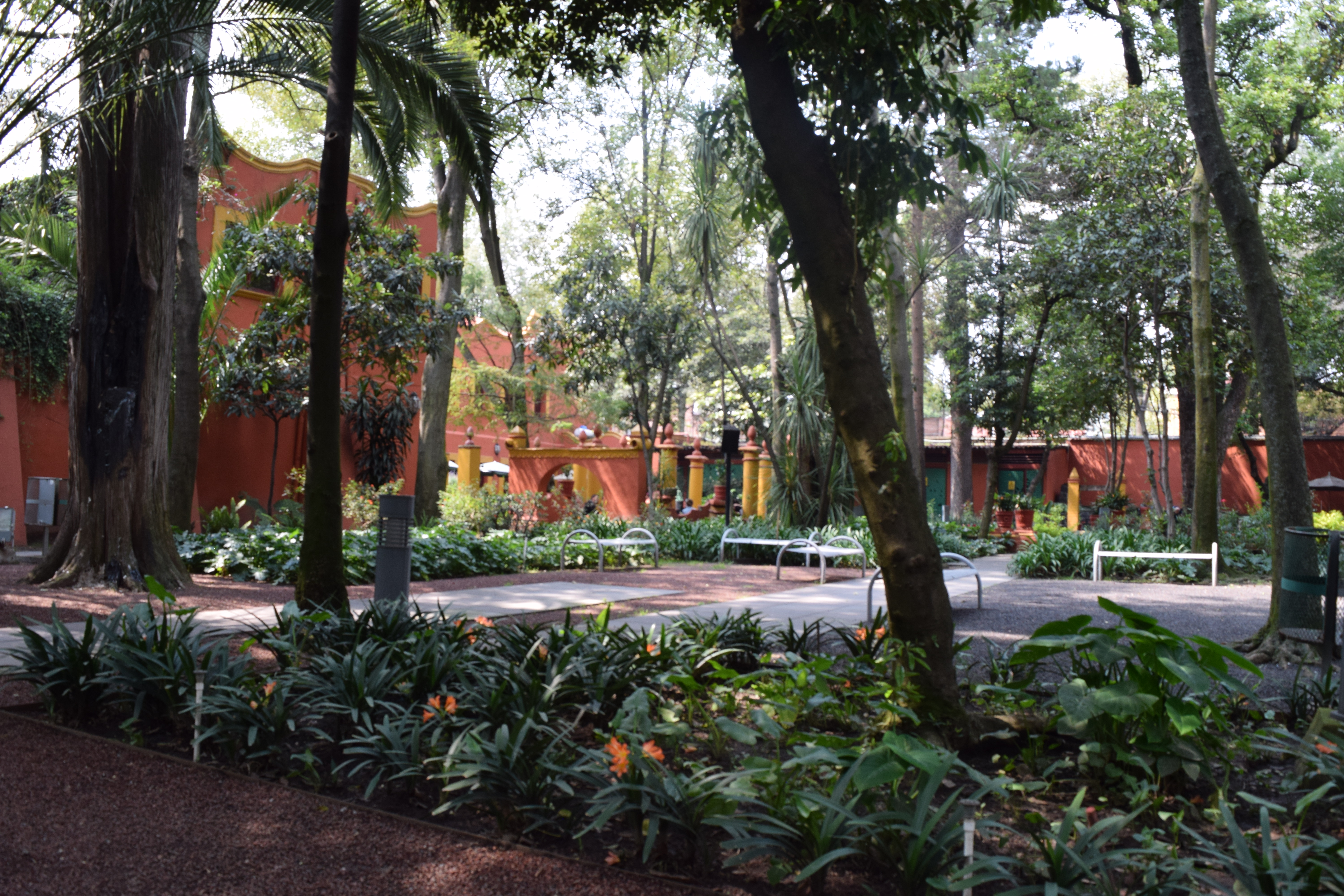

### Auditorio Murray Schafer
El auditorio de la Fonoteca Nacional lleva su nombre en honor al músico canadiense, introductor del concepto de paisaje sonoro, Murray Schafer. Este espacio es uno de los más importantes de la Fonoteca Nacional, pues en él se llevan a cabo muchas de las actividades artísticas y educativas para difundir el patrimonio sonoro de México.
Durante los cuatro años de actividades de este sitio se han realizado Sesiones de escucha dirigida, conciertos de nuevas propuestas sonoras, presentaciones de discos, mesas redondas y conferencias magistrales, con personalidades como Mario Lavista, Alberto Zuckerman, Arturo Márquez y Michel Butor, por mencionar algunos, a las cuales han asistido un promedio de 35 mil personas.

### Galería René Villanueva
Conformada por dos salas de exhibición, la galería René Villanueva —cuyo nombre rinde homenaje al etnomusicólogo, pintor y cofundador del grupo Los Folkloristas— es un espacio abierto para que artistas de diferentes disciplinas que vinculan su trabajo al audio y el sonido, exhiban sus propuestas posibilitando la interdisciplinariedad y el diálogo directo con los espectadores.
Como parte de las exposiciones que se han montado en esta galería, destacan las intervenciones de Alejandro Escuer, una propuesta de recreación de espacios sonoros disímiles, Hugo Solís, CaboSanRoque y Manuel Pujol, entre otros.

### Salas de Capacitación Thomas Stanford y Henrietta Yurchenko
Para realizar las actividades académicas que constantemente se programan en la Fonoteca Nacional, éstas cuenta con dos aulas de capacitación que deben su nombre a grandes etnomusicólogos que recorrieron el territorio nacional documentando las sonoridades del México profundo. Ambas salas tienen todos los elementos para que especialistas en sonido, investigadores y el público que participa en las actividades académicas que ofrece la Fonoteca Nacional, amplíen sus conocimientos musicales y se fomente la cultura del sonido.

### Estudios de producción y postproducción Carlos Chávez
La Fonoteca Nacional cuenta con un Programa de producción sonora en el que se llevan a cabo tareas de producción y postproducción que fomentan la escucha y difunden los acervos sonoros de la Fonoteca Nacional, mediante dos estudios de producción sonora digital que posibilitan que el patrimonio sonoro de México llegue a más oídos.

## Objetivos y programas
La memoria sonora de una cultura da cuenta de su devenir; en ella se cifran sus creencias, modos del habla, ritmos y entornos sonoros que representan y conforman su identidad. Identificar, catalogar y difundir este material es una tarea fundamental para entender y valorar su vitalidad.
Desde su apertura, la Fonoteca Nacional de la Secretaría de Cultura se ha encargado de generar los mecanismos y herramientas que han permitido preservar archivos sonoros en riesgo y ponerlos a disposición del público. Para llevar a cabo esta tarea cuenta con tecnología de punta que sigue estándares internacionales, lo que permite ofrecer acceso público al vasto patrimonio sonoro de México.
Para dar difusión, promoción y acceso al acervo —conformado por archivos sonoros de instituciones públicas y privadas, así como de coleccionistas particulares—, la Fonoteca Nacional de México realiza diversas actividades artísticas y culturales gratuitas que coadyuven a generar una cultura de la escucha así como diversos programas institucionales entre los que destacan:
- La Red Nacional de Fonotecas: plataforma tecnológica creada por la Fonoteca Nacional que permite la difusión del acervo de la institución a través de una amplia red nacional de fonotecas virtuales ubicadas en diversas instituciones educativas y culturales del país, así como en las embajadas y consulados de México en el mundo.[3] Ser parte de la RNF representa el acceso a una de las partes fundamentales de la herencia cultural de los mexicanos: el patrimonio sonoro. Una fonoteca virtual es un espacio físico asignado en el interior de una institución donde se encuentra al menos una terminal de cómputo conectada al sistema de consulta de audios de la Fonoteca Nacional. El objetivo de cada fonoteca virtual es abrir un espacio que funcione como una extensión de la Fonoteca Nacional a nivel local y que acerque a los visitantes al patrimonio sonoro de México, a la vez que se fomenta una cultura de la escucha en la comunidad en la que se instala, gracias a diferentes actividades de difusión.

- Mapa sonoro de México: plataforma creada por la Fonoteca Nacional promueve la escucha y captura de las sonoridades distintivas de México a partir de grabaciones de campo aportadas por la Fonoteca Nacional y por cualquier ciudadano que quiera participar en su conformación. Este proyecto significa la posibilidad de trazar la geografía sonora de México en una interfaz digital de amplio y fácil acceso. El mapa permite escuchar grabaciones que registran los sonidos de un pueblo, de una ciudad o de un entorno natural y nos muestra el lugar exacto donde esos sonidos sucedieron mediante su geolocalización.

- Programa Ibermemoria Sonora y Audiovisual: Iniciativa que, en conjunto con instituciones internacionales y otros países —como Chile, Colombia, Cuba, IASA y FIAT, entre otros— busca la identificación y salvaguarda de los archivos sonoros y audiovisuales de la región por medio de diversas estrategias, entre las que se encuentran la generación de un diplomado en línea sobre preservación de archivos sonoros, así como el constante intercambio de experiencias y herramientas metodológicas para la mayor atención a estos acervos

## Galería

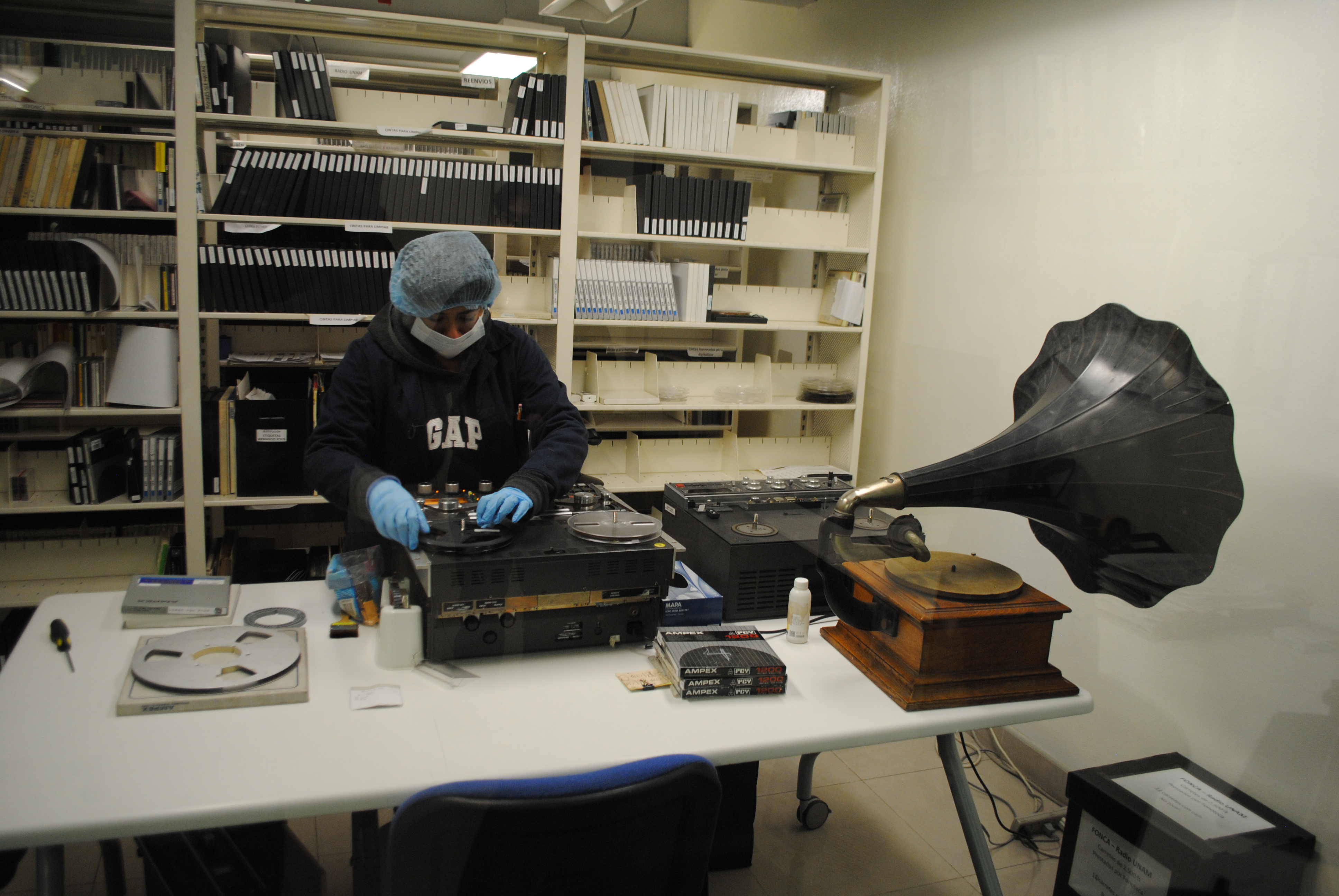
Área de restauración de materiales
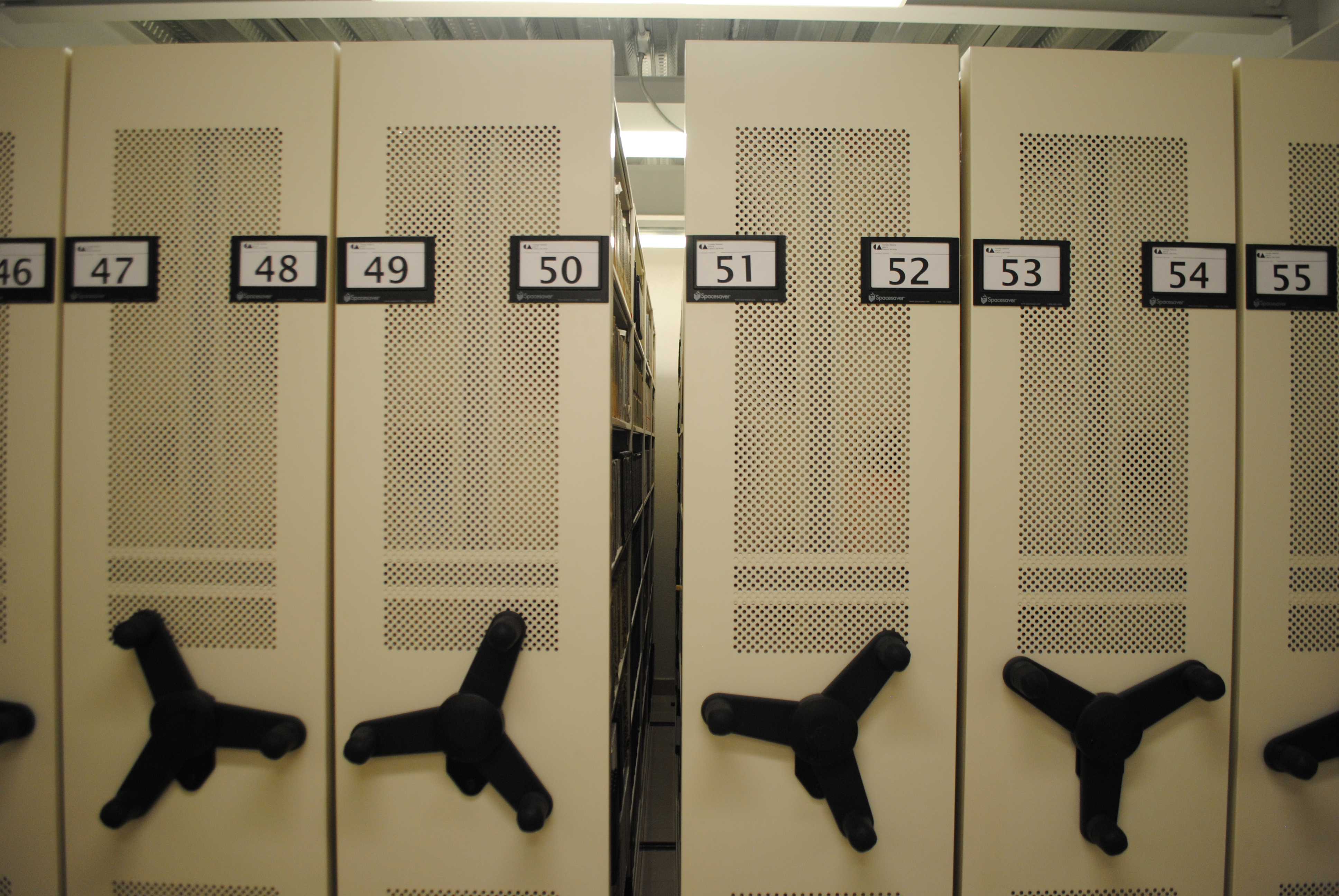
Estantes en la bóveda de la fonoteca
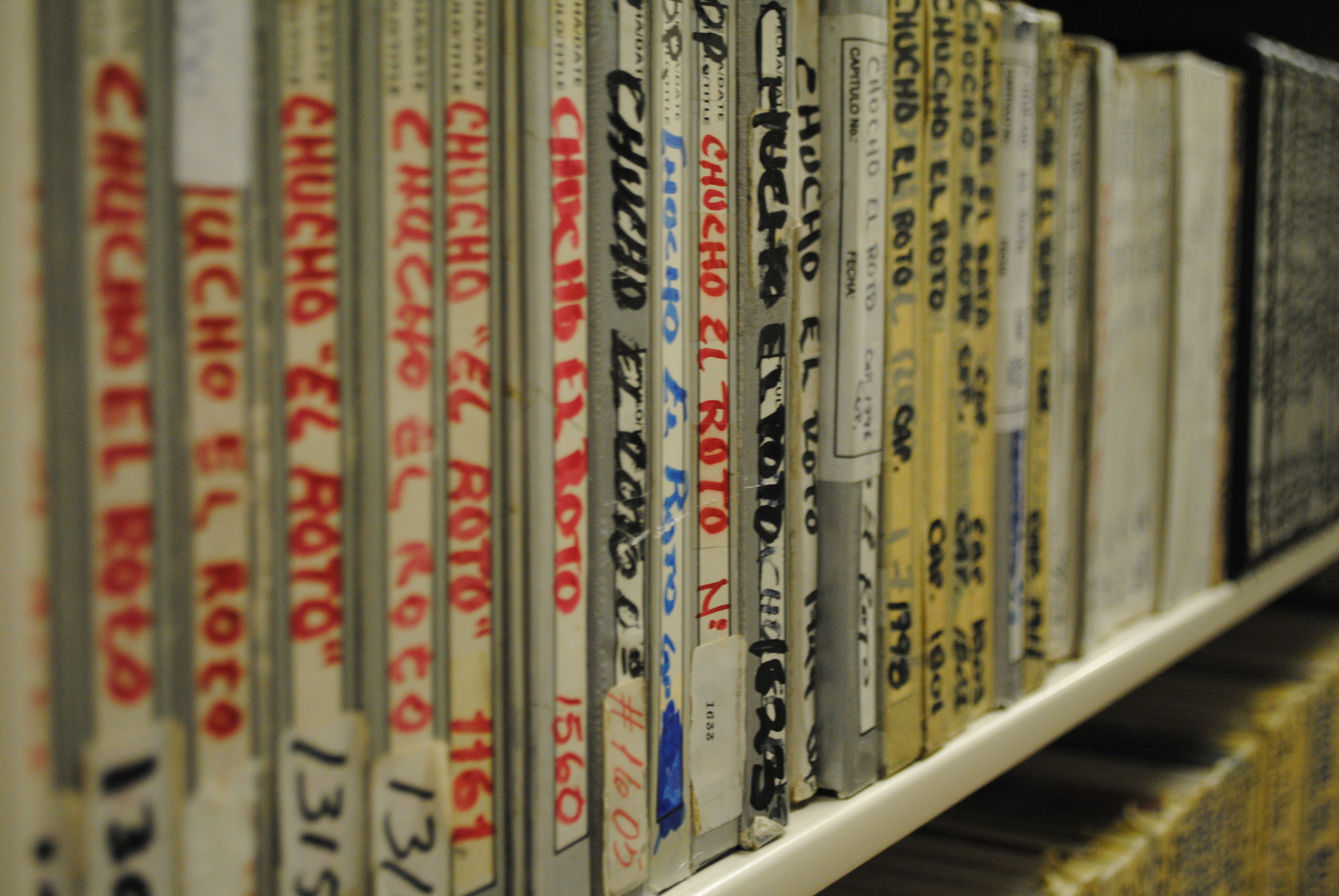
Detalle de la estantería en la bóveda con los archivos de la radionovela "Chucho el Roto".
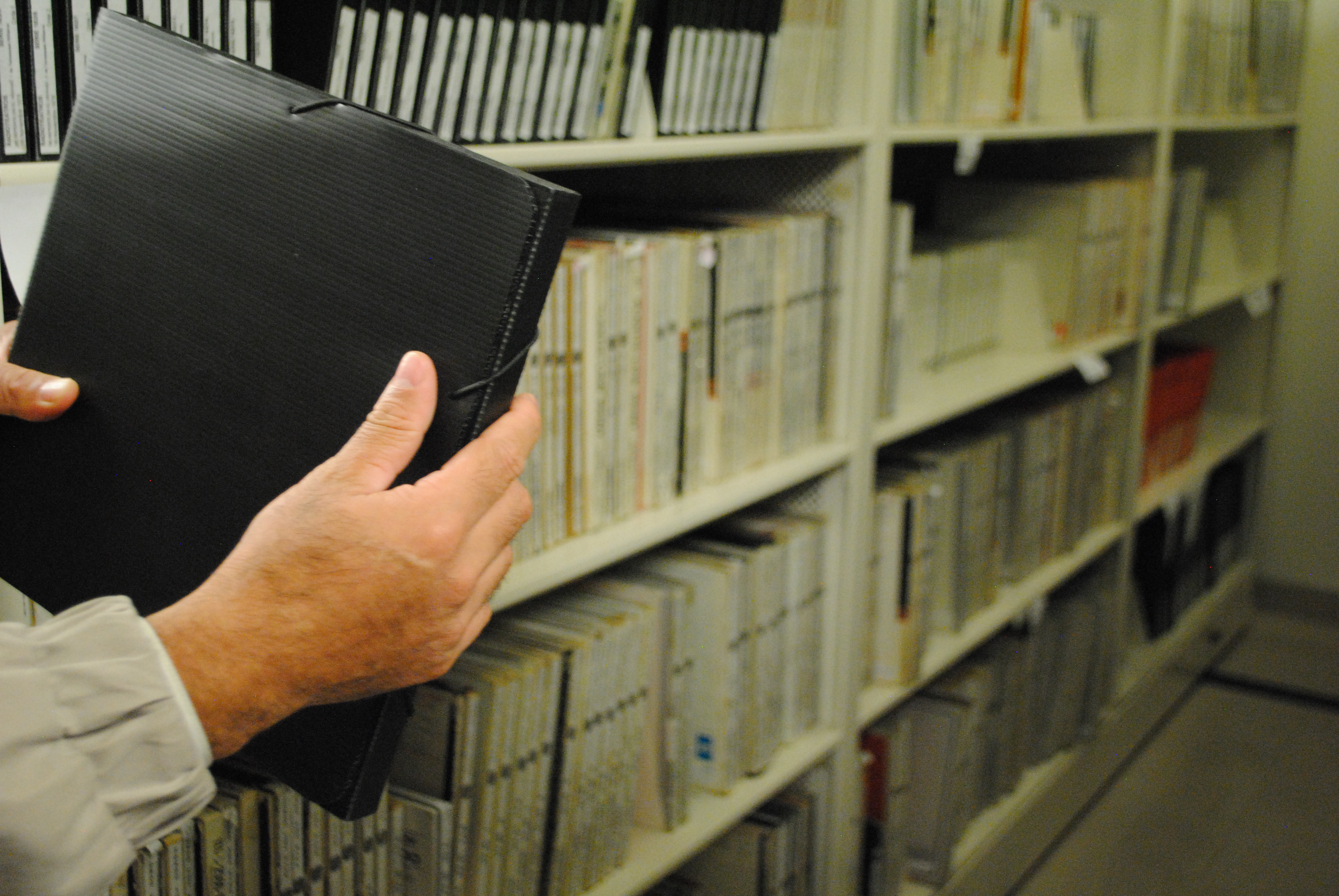
Almacenamiento de cintas magnéticas
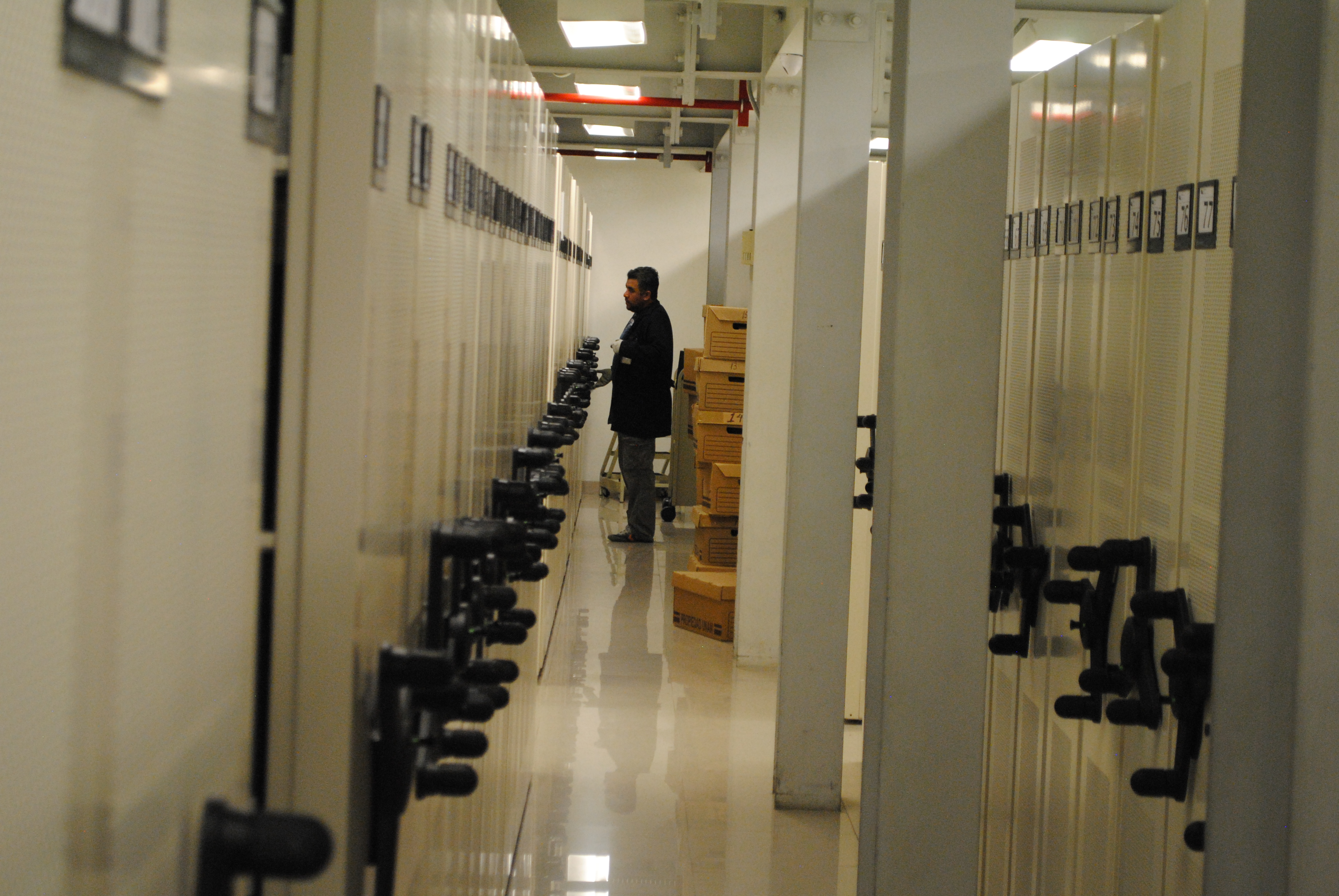
Estanterías en la bóveda
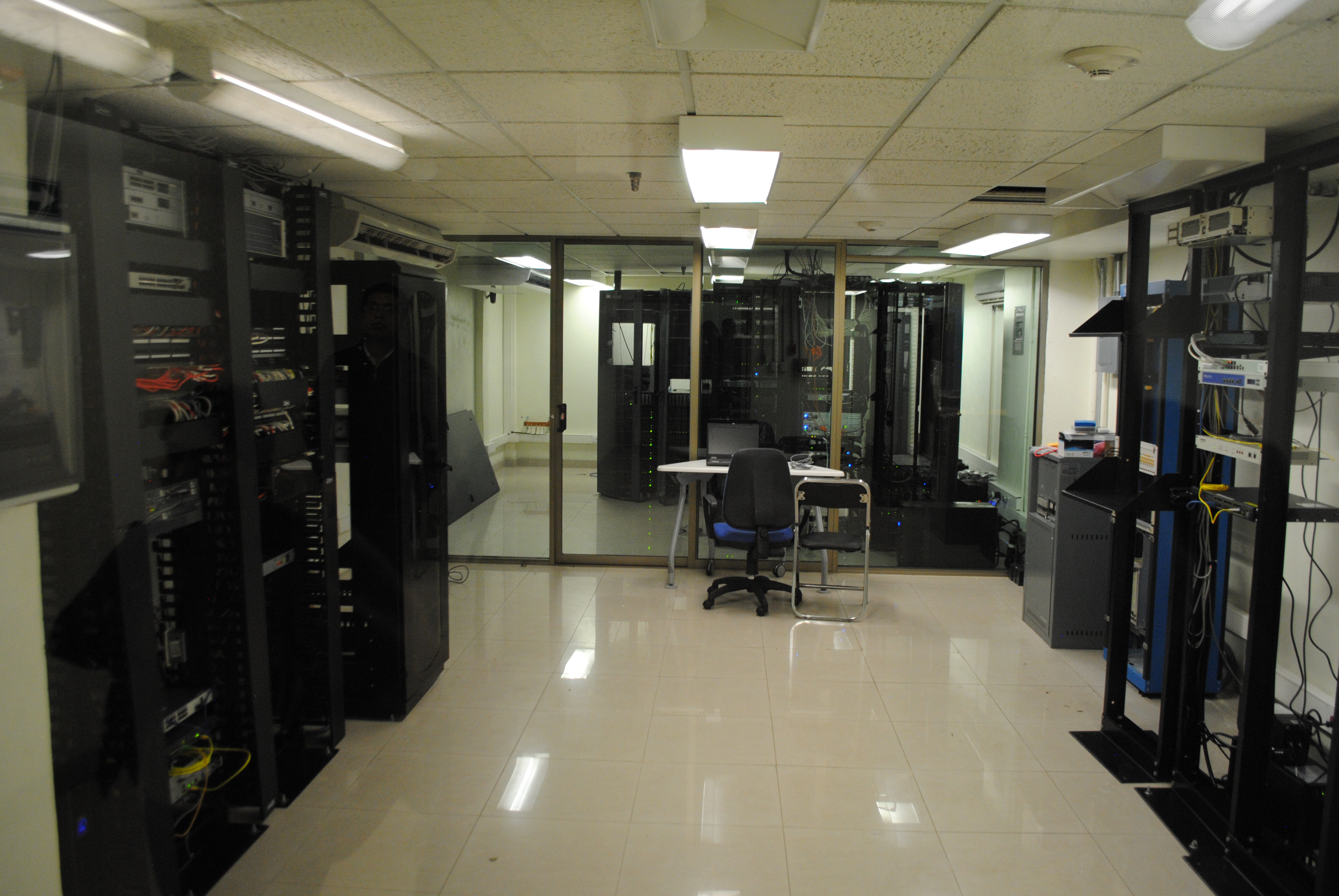
Servidores de la fonoteca
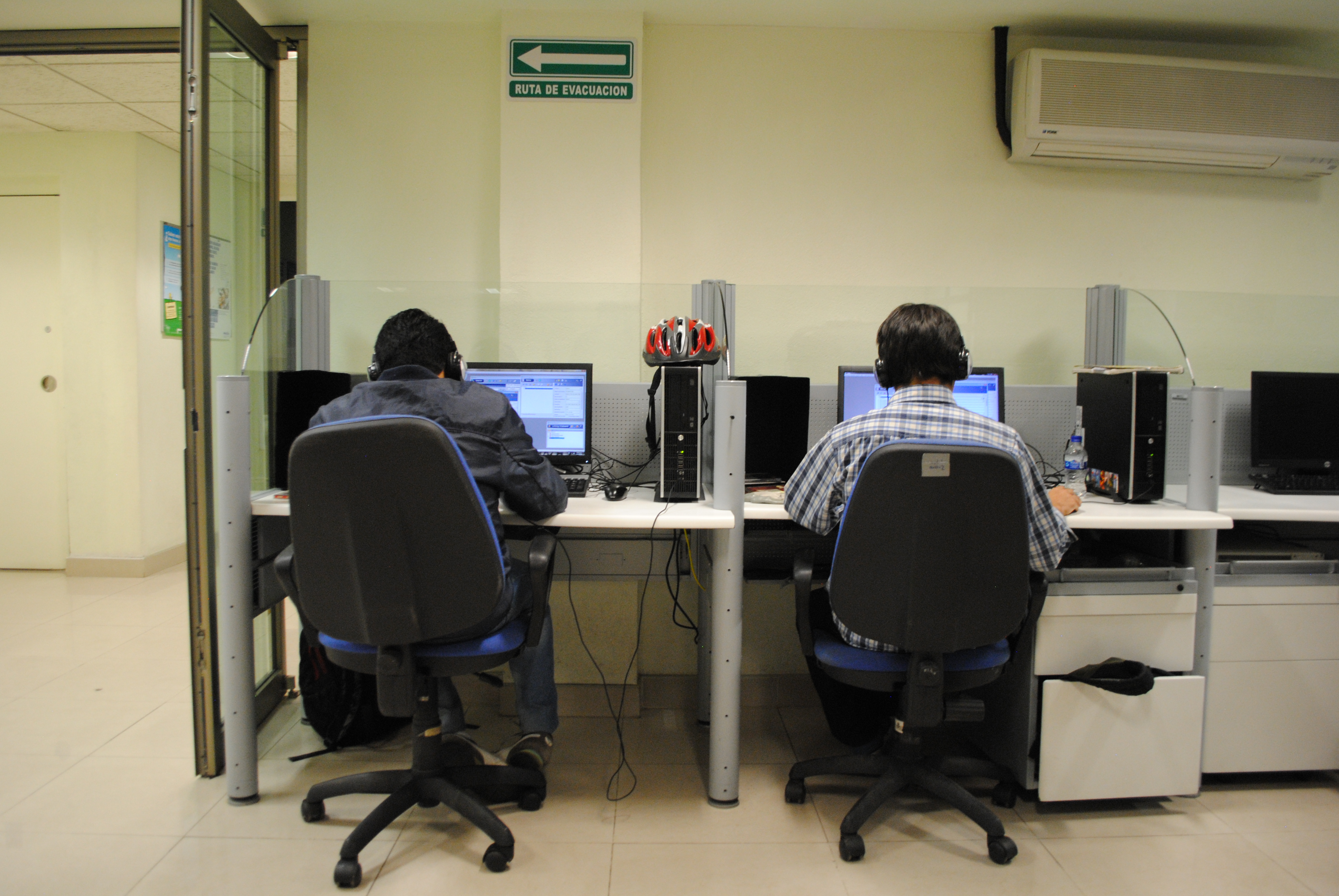
Estudiantes de servicio social actualizando la base de datos
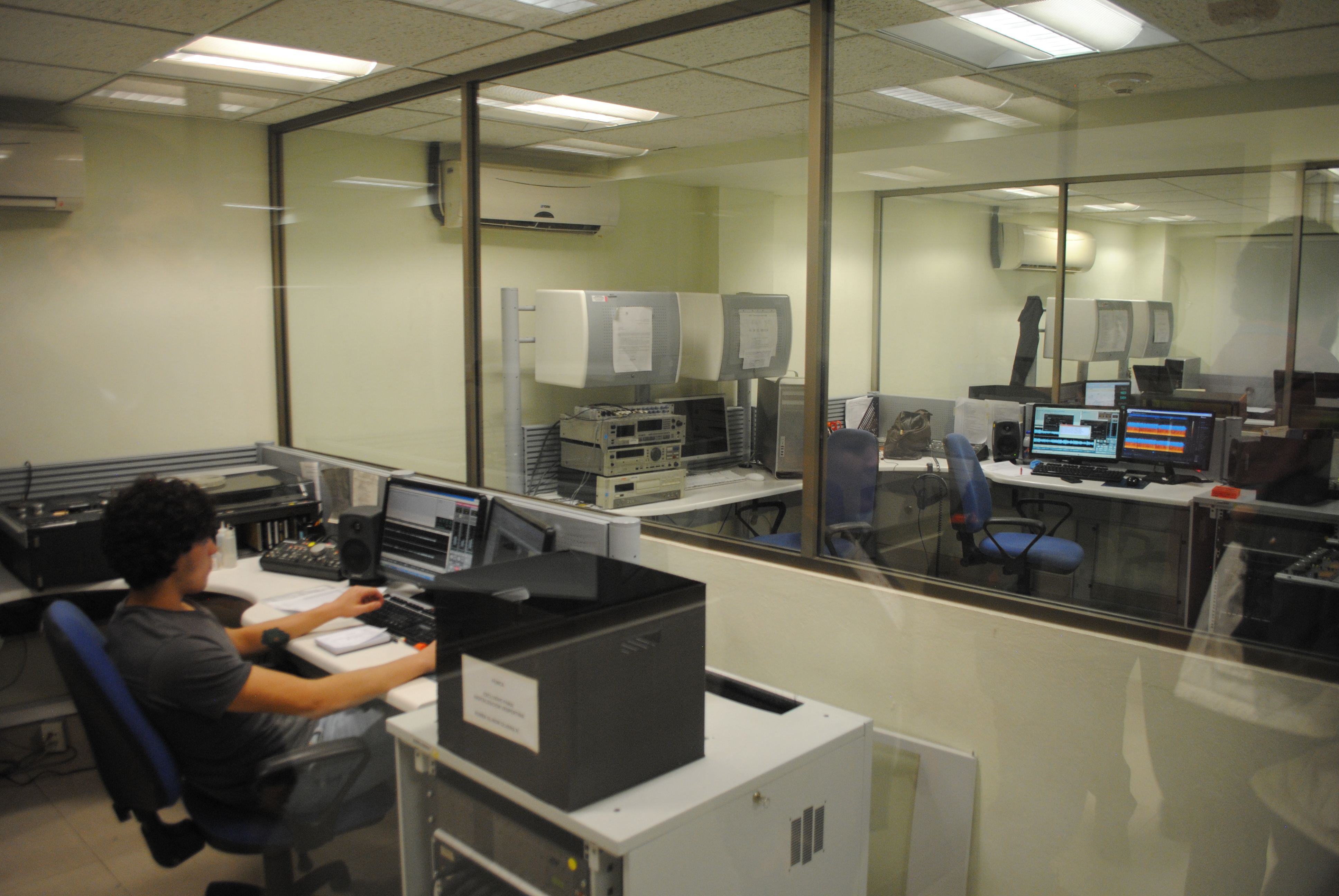
Área de digitalización y clasificación de cintas magnéticas